# جورج استریسی اسمیت
جورج استریسی اسمیت (انگلیسی: George Stracey Smyth; ۴ آوریل ۱۷۶۷ – ۲۷ مارس ۱۸۲۳) نظامی و سیاست‌مدار اهل پادشاهی متحد بریتانیای کبیر و ایرلند بود.